# Words from the Genius
Words from the Genius è il primo album del rapper statunitense The Genius, pubblicato nel 1991 inizialmente da Cold Chillin' e in seguito anche da Reprise e Warner Bros. Records.
Secondo il critico musicale Jason Birchmeier, «l'album pone le basi per la nascita del Wu-Tang Clan». Prince Rakeem e The Genius «suonano giovani [...] e promettenti».
| Recensione | Giudizio |
| ---------- | -------- |
| AllMusic   | [ 1 ]    |

## Tracce
1. Come Do Me – 4:47 – Jesse West
2. Phony As Ya Wanna Be – 5:04 – EZ-Mo-Bee
3. True Fresh M.C. – 3:39 – EZ-Mo-Bee
4. The Genius Is Slammin' – 4:23 – EZ-Mo-Bee
5. Words from a Genius – 5:05 – EZ-Mo-Bee
6. Who's Your Rhymin' Hero – 4:34 – Patrick Harvey
7. Feel the Pain – 3:39 – EZ-Mo-Bee
8. Those Were the Days – 4:37 – EZ-Mo-Bee
9. Life of a Drug Dealer – 3:39 – EZ-Mo-Bee
10. Stop the Nonsense – 3:41 – EZ-Mo-Bee
11. Living Foul – 4:22 – EZ-Mo-Bee
12. Drama – 3:59 – EZ-Mo-Bee
13. Stay Out of Bars – 3:55 – Patrick Harvey
14. What Are Silly Girls Made of – 4:32 – Patrick Harvey
15. Superfreak – 4:38 – Patrick Harvey

Ripubblicazione del 1994
1. Pass the Bone (featuring Prince Rakeem) – 3:52 – Prince Rakeem, The Genius
2. Life of a Drug Dealer – 3:39 – Easy Mo Bee
3. The Genius Is Slammin' – 4:23 – Easy Mo Bee
4. Those Were the Days – 4:37 – Easy Mo Bee
5. What Silly Girls Are Made of – 4:32 – Patrick Harvey
6. Living Foul – 4:22 – Easy Mo Bee
7. Words from the Genius – 5:05 – Easy Mo Bee
8. Who's Your Rhymin' Hero – 4:34 – Patrick Harvey
9. Phony As You Wanna Be – 5:04 – Easy Mo Bee
10. Stop the Nonsense – 3:41 – Easy Mo Bee
11. Superfreak – 4:38 – Patrick Harvey
12. Stay Out of Bars – 3:55 – Patrick Harvey

Ripubblicazione del 2006
1. Come Do Me – 4:47 – Jesse West
2. Phony As Ya Wanna Be – 5:04 – Easy Mo Bee
3. True Fresh M.C. – 3:39 – Easy Mo Bee
4. The Genius Is Slammin' – 4:23 – Easy Mo Bee
5. Words from the Genius – 5:05 – Easy Mo Bee
6. Who's Your Rhymin' Hero – 4:34 – Patrick Harvey
7. Feel the Pain – 3:39 – Easy Mo Bee
8. Those Were the Days – 4:37 – Easy Mo Bee
9. Life of a Drug Dealer – 3:39 – Easy Mo Bee
10. Stop the Nonsense – 3:41 – Easy Mo Bee
11. Living Foul – 4:22 – Easy Mo Bee
12. Drama – 3:59 – Easy Mo Bee
13. Stay Out the Bars – 3:55 – Patrick Harvey
14. What Are Silly Girls Made of – 4:32 – Patrick Harvey
15. Superfreak – 4:38 – Patrick Harvey
16. Pass the Bone (featuring Prince Rakeem) – 3:52 – The Genius, Prince Rakeem
17. Words from the Genius (Prince Rakeem Remix) – 3:31 – Prince Rakeem
18. Come Do Me (Dub Remix) – 4:50 – Jesse West, Melquan